# 普通名称化した商標一覧
普通名称化した商標一覧（ふつうめいしょうかしたしょうひょういちらん）は、商標のうち、普通名称との公的な判断がなされた登録商標（過去に登録商標であったものを含む）などの一覧である。

## 日本
日本の商標法では、登録（商標登録）により商標権が発生する。商標法第26条は、「当該指定商品若しくはこれに類似する商品の普通名称、産地、販売地、品質、原材料、効能、用途、数量、形状（包装の形状を含む。次号において同じ。）、価格若しくは生産若しくは使用の方法若しくは時期又は当該指定商品に類似する役務の普通名称、提供の場所、質、提供の用に供する物、効能、用途、数量、態様、価格若しくは提供の方法若しくは時期を普通に用いられる方法で表示する商標」には、商標権の効力が及ばないと規定している。登録商標であっても、他人が使用することにより効力が弱められ（商標の稀釈化）、普通名称化することがある。普通名称化すると、他の業者等にその商標を使用されても権利を行使することができないことを意味する。このため、企業等では一般に、商標権を持っている（すなわち登録している）商標が普通名称化しないよう努力を払っている。
普通名称化した商標については、商標登録が取り消されるわけではなく、上記の通り、他者に使用された際に商標権の効力が及ばなくなる。また、すでに普通名称化していたにもかかわらずに誤って登録された商標は、後に登録が無効とされることがある。
以下に「普通名称化した登録商標」として挙げる一覧のうち、「裁判所により普通名称化したとの判断が示されているもの」は、裁判所によって普通名称化したと判断されたものの一覧である。また、商標権の存続期間は10年ごとの更新登録の申請により永続できるが、裁判所によって普通名称化したとの判断がなされた場合や、自主的にそのような判断をした場合には、存続期間を終了してしまうこともある。

### 普通名称化した登録商標

#### 裁判所により普通名称化したとの判断が示されているもの
うどんすき
美々卯の登録商標（商標登録第553621号）
商標登録は存続しているが、普通名称化されたと東京高裁で判断されている。
正露丸
胃腸用丸薬 - 大幸薬品の登録商標（商標登録第545984号）
正露丸に関する登録商標は複数あるが、その内のひとつ（商標登録第455094号）については、登録は無効であるとの東京高裁による判断が、1974年に最高裁で確定している(昭和46年9月3日東京高裁判決、昭和49年3月5日最高裁判所第三小法廷判決（昭和35年(行ナ)第32号））。
また、他の登録商標（商標登録第545984号）についても、2006年に、不正競争行為差止等請求事件に関連して普通名称化したと大阪地裁で判断されている（平成18年7月27日大阪地裁判決（平成17年(ワ)第11663号））。大幸薬品は控訴・上告するも、いずれも退けられ敗訴が確定した。
招福巻
小鯛雀鮨鮨萬の登録商標（商標登録第2033007号）
商標登録は存続しているが、2010年に大阪高裁で普通名称化されたと判断されている。小鯛雀鮨鮨萬は上告するも、同年退けられ敗訴が確定した。
巨峰
商標登録第472182号など
「『巨峰』という語は、ぶどうの一品種である本件品種のぶどうを表す一般的な名称として認識されているものと認められる」と大阪地裁で判示されており、普通名称化したとされる。

#### 特許庁により普通名称との判断が示されているもの
審判決要約集一覧 には、審決により普通名称と判断された事例が掲載されている。事例の一部を以下に示す。
サニーレタス
レタスの普通名称（昭和57年審判第2936号）
ポケベル
無線呼出用携帯受信機の普通名称（昭和62年審判第15568号）
別れさせ屋
「別れたい者・別れさせたい者からの依頼を受けて男女間のトラブル・離婚問題等において、不要になった人間関係を断ち切ることを業としている」の普通名称（平成21年不服2008-31403）、(平成22年異議2009-900253)

### 商標権が存続していないもの
商標権の存続期間の終了などによって、登録商標であった商標が競業者などに広く使用されるに至った結果、普通名称化（順序が逆であることも考えられる）したと考えられている商標である。権利者が商標権を存続させない理由としては、商標が普通名称化したことのほかに、事業内容が変化した等の種々の理由がありうる。また、通常、権利者は存続させない理由を明らかにしないことが多い。
以下の例は、いったん商標登録がなされたこと、および現在は商標権が存続していないことが確認されたもので、現在、普通名称として使用されていると考えられるものである。
エスカレータ（自動式階段）
米オーチス社の登録商標だったが、1950年（昭和25年）に権利を放棄。
メカトロニクス
1972年（昭和47年）に安川電機により商標登録されたが、現在では存続しておらず、機械工学と電子工学が融合した学問・技術分野を示す一般的名称となっている。
ホームシアター
1963年（昭和38年）に八欧電機株式会社（現・富士通ゼネラル）により商標登録されたが、1999年（平成11年）に無償開放された。

### 商標権が初めから無いもの
ホッチキス
これはE.H.ホッチキス社製のステープラーの商品名であった。1903年（明治36年）に輸入販売を始めた伊藤喜商店（現イトーキ）の登録商標であったとされるが、イトーキにはそのような記録は残っていない。従って商標権が失効したということもなく、どこで登録商標と間違われたかはわかっていない。現在は普通名称の扱い。
メンマ
名称を考案した丸松物産が登録商標として申請していたが、名称が他の商標に類似していたため商標登録できなかった。
カルパス
細身のセミドライソーセージまたはドライソーセージである。